# Stefano Elia Marchetti

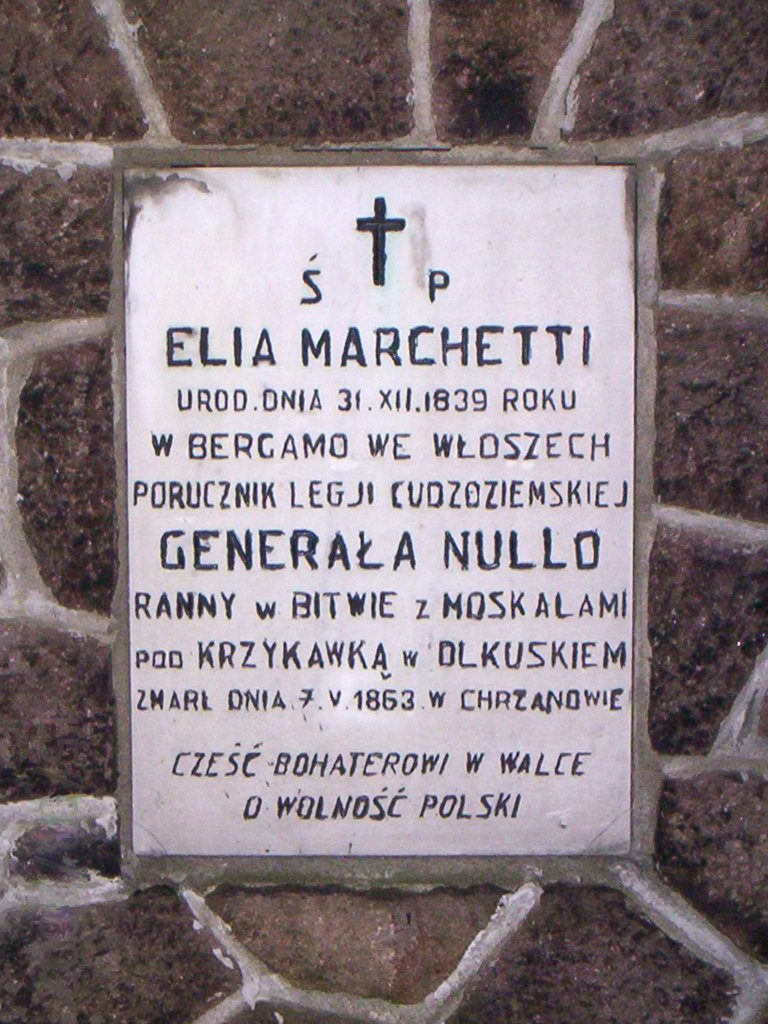
Tabliczka na grobie Elii Marchettiego na cmentarzu w Chrzanowie

Stefano Elia Marchetti (ur. 31 grudnia 1839 w Bergamo, zm. 7 maja 1863 w Chrzanowie) – adiutant włoskiego generała Francesco Nullo, garibaldczyk, uczestnik powstania styczniowego 1863.

## Życiorys
Uczestnik wyprawy tysiąca. W czasie powstania styczniowego, ciężko ranny w pierś w bitwie pod Krzykawką koło Olkusza 5 maja 1863, zmarł po dwóch dniach w mieszkaniu chrzanowskiego notariusza Apolinarego Horwatha. Pochowany uroczyście 11 maja 1863 na cmentarzu parafialnym w Chrzanowie.
Patron jednej z ulic w Chrzanowie.